# ドルラン・パボン
ドルラン・パボン（Dorlan Mauricio Pabón Ríos, 1988年1月24日 - ）は、コロンビア・メデジン出身の同国代表サッカー選手。メキシコ1部リーグのCFモンテレイに所属している。ポジションはフォワード。

## 経歴

### クラブ
コロンビアのエンビガドFCでプロキャリアをスタートさせ、2010年に名門アトレティコ・ナシオナルへ移籍した。メデジンでは、2011年前期リーグ優勝に貢献。翌2012年はコパ・リベルタドーレスで得点王ネイマール（サントスFC）に次ぐ7得点をマークし、欧州のクラブから注目される存在になる。
2012年6月27日、イタリアのパルマFCと5年契約を結んだ。

### 代表
2009年9月、2010 FIFAワールドカップ・南米予選のウルグアイ戦でコロンビア代表デビュー。コロンビアは本大会出場を逃したが、パボンは代表に定着し、2011年10月11日の2014 FIFAワールドカップ・南米予選ボリビア戦では、代表初ゴールをマークした。